# Negacionismo do HIV/AIDS na África do Sul
Na África do Sul, o negacionismo do HIV/AIDS teve um impacto significativo nas políticas de saúde pública de 1999 a 2008, durante a presidência de Thabo Mbeki. Mbeki criticou o consenso científico de que o HIV é a causa da AIDS logo após sua eleição à presidência. Em 2000, ele organizou um Painel Consultivo Presidencial sobre HIV/AIDS incluindo vários cientistas que negavam a relação causal entre HIV e AIDS.
Nos oito anos seguintes, Mbeki continuou a demonstrar simpatia pelo negacionismo do HIV/AIDS e instituiu políticas que negavam medicamentos antirretroviral aos pacientes com AIDS. O governo de Mbeki chegou a retirar o apoio a clínicas que começavam a usar AZT para prevenir a transmissão vertical de HIV. Ele também restringiu o uso das doações de nevirapina fornecidas por uma empresa farmacêutica para impedir que recém-nascidos contraíssem HIV.
Em vez de fornecer esses medicamentos, que ele descreveu como "venenos", logo após sua posse, ele nomeou Manto Tshabalala-Msimang ministra da Saúde, a qual promoveu o uso de remédios fitoterápicos sem comprovação científica, como ubhejane, alho, beterraba e suco de limão para tratar a AIDS, o que rendeu a ela o apelido de "Dra. Beterraba." Essas políticas foram responsabilizadas pelas mortes evitáveis de entre 343.000 e 365.000 pessoas por AIDS.
Desde 2008, Mbeki tem se mantido em silêncio sobre suas opiniões e políticas de AIDS; segundo o The New York Times, seu porta-voz Mukoni Ratshitanga afirmou que Mbeki não discutiria seu pensamento sobre HIV e AIDS, explicando que decisões de política eram tomadas coletivamente pelo gabinete, e que, portanto, as perguntas deveriam ser dirigidas ao governo. Ao assumir a presidência, seu sucessor, Kgalema Motlanthe, nomeou Barbara Hogan ministra da Saúde no primeiro dia de governo, em substituição a Tshabalala-Msimang. Hogan afirmou ao The New York Times: "A era do negacionismo acabou completamente na África do Sul."

## Origem
A razão pela qual Mbeki se inebriou com o negacionismo do HIV/AIDS permanece obscura, mas alguns sugerem que isso decorreu do encontro com Christine Maggiore na década de 1990. Outro fator pode ter sido quando, em 1999, Anthony Brink publicou um artigo intitulado "A Medicine from Hell", no qual descrevia o AZT como perigoso e ineficaz. Brink viria a afirmar posteriormente que esse artigo foi responsável pelas políticas de proibição do uso do medicamento. Ele contatou Mbeki após a publicação, sendo recebido como especialista. Mbeki, em um documento de 2002 do qual foi coautor, também citou o romance de John le Carré O jardineiro fiel como influência em seu receio sobre as empresas farmacêuticas e seu impacto na pesquisa científica. Considerando que Mbeki acusou explicitamente apoiadores do consenso sobre HIV/AIDS de racismo, também foi proposto que suas visões negacionistas se originaram de um histórico de representações racistas de pessoas negras na África do Sul sob o sistema de apartheid.
Um artigo em Race & Class de Joy Wang propõe que ambos esses fatores influenciaram a adoção do negacionismo, citando o ensaio de Frantz Fanon "Medicine and Colonialism" para explicar o que Wang descreve como "...o impasse entre cientistas e o governo de Mbeki." Martin Asser também propôs que as visões de Mbeki sobre a AIDS podem ter sido influenciadas pelo alto custo da terapia antirretroviral em relação à limitada capacidade financeira de seus cidadãos. Em 2004, Theodore F. Sheckels, do Randolph-Macon College, argumentou que Mbeki, ao discutir HIV/AIDS como presidente, tentou retratar "o Ocidente" como bode expiatório para unir a maioria negra do país. Barton Gellman propôs explicação alternativa: que Mbeki é "uma espécie de intelecto inquieto que gosta de navegar na Internet e está acostumado a ser dissidente combatendo estabelecimentos. Afinal, passou toda a vida adulta lutando contra o apartheid." Ele também observou que, mesmo seguisse todas as recomendações da comunidade científica sobre AIDS, Mbeki ainda não resolveria o problema; assim, segundo Gellman, ele "manteve as incertezas científicas vivas porque não queria se retratar como indefeso."

## Cronologia

### 1994
Em 10 de maio de 1994, Nelson Mandela tornou-se Presidente da África do Sul, permanecendo no cargo até ser substituído por Thabo Mbeki cinco anos depois. Durante sua gestão, até 1999, Mandela manteve-se amplamente indiferente ao HIV/AIDS e não comentou seu perigo até os primeiros anos de 2000. Relata-se que Mandela lamentou por não ter feito mais pelo combate à AIDS durante seu mandato.

### 1997
No início de 1997, Mbeki, então Vice-presidente da África do Sul, apresentou ao Congresso Nacional Africano a ideia de usar um novo fármaco anti-AIDS, desenvolvido localmente, chamado Virodene. As vantagens apontadas incluíam ser 200 vezes mais barato que a terapia antirretroviral tripla e a possibilidade de contornar o estabelecimento médico ocidental caso fossem comprovados resultados positivos. Isso resultou em depoimentos de pacientes tratados com Virodene perante o Gabinete do Governo da África do Sul, relatando ganho de peso e desaparecimento de feridas após o uso.
Entretanto, o órgão regulador havia recusado a licença ao Virodene, alegando que o estabelecimento de AIDS da África do Sul, financiado por empresas farmacêuticas ocidentais, não queria outro medicamento além dos ARVs. Mbeki considerou o argumento persuasivo. O medicamento foi legalizado e amplamente promovido na mídia até que surgiram evidências de risco grave à saúde. O Conselho de Controle de Medicamentos subsequente declarou o fármaco impróprio para consumo humano.

### 1999

#### Junho
Em 14 de junho de 1999, Mbeki foi eleito Presidente da África do Sul.

#### Outubro
Em 28 de outubro, Mbeki fez um discurso ao Conselho Nacional de Províncias no qual abordou a questão de distribuir ARVs, argumentando que não se deveria agir precipitadamente devido aos efeitos adversos, recomendando que os membros lessem informações disponíveis na Internet sobre o tema.

### 2000

#### Março
Em 19 de março de 2000, foi noticiado que Mbeki consultara o bioquímico David Rasnick e o historiador Charles Geshekter, ambos negacionistas, para aconselhamento sobre HIV/AIDS. Awa Marie Coll-Seck reagiu: "A princípio, pensamos apenas em ignorar, mas agora acreditamos que essa confusão pode realmente minar todos os esforços de prevenção."

#### Abril
Em 20 de abril de 2000, Mbeki enviou uma carta de cinco páginas ao Bill Clinton descrevendo a AIDS como "uma catástrofe exclusivamente africana" e comparando a "perseguição" aos negacionistas à forma como pessoas negras eram tratadas durante o apartheid A carta foi divulgada pelo The Washington Post logo depois, provocando condenação generalizada e deixando Mbeki "irritado e envergonhado".

#### Maio
Mais tarde naquele ano, Mbeki convocou um painel de 33 cientistas, a que se referiu como "especialistas", cerca da metade dos quais eram negacionistas, como Peter Duesberg e Harvey Bialy. O painel, conhecido como "Painel Consultivo Presidencial sobre AIDS", incluiu também pesquisadores que apoiavam o consenso científico de que o HIV causa AIDS, dividindo-se quase igualmente entre os dois grupos. Nicoli Nattrass atribui a Duesberg, seus seguidores e a Mbeki a popularidade do negacionismo na África do Sul.

#### Julho
A segunda reunião do Painel Consultivo ocorreu em 3 e 4 de julho em Joanesburgo. Ambos os encontros foram fechados ao público e à maior parte dos jornalistas, exceto Mark Schoofs do Village Voice. Schoofs relatou que David Rasnick, outro negacionista do painel, defendeu a proibição total do teste de HIV, afirmando não ter visto "nenhuma evidência" de uma catástrofe. A reunião também resultou em propostas de pesquisa tanto de apoiadores do consenso quanto de negacionistas. O oficial de saúde Khotso Mokhele elogiou ambas as propostas, dizendo que, uma vez concluídas, um dos lados poderia finalmente "calar a boca de uma vez por todas." Em 6 de julho, a comunidade científica respondeu com a Declaração de Durban, assinada por 5.000 cientistas e publicada em Nature, afirmando: "HIV causa AIDS. É lamentável que poucas vozes continuem a negar as evidências. Essa posição custará incontáveis vidas." Ainda assim, na Conferência Internacional sobre AIDS em Durban três dias depois, Mbeki rejeitou publicamente a visão de que HIV causa AIDS, argumentando que a doença se deve a pobreza, má nutrição e saúde precária. A solução, segundo ele, não seria a medicina ocidental cara, mas a erradicação da pobreza na África. Ele também convidou Maggiore, negacionista notória, a proferir palestra na conferência, e, em um de seus discursos, exortou os delegados a "...falar uns com os outros honestamente e com tolerância suficiente para respeitar todos os pontos de vista." Seu discurso foi amplamente mal recebido, com centenas de delegados abandonando o plenário.

#### Setembro
Em setembro de 2000, Mbeki afirmou ao Parlamento: "O programa do governo neste país baseia-se nesta tese de que HIV causa AIDS e tudo no programa reforça isso." Contudo, disse não acreditar que o HIV fosse causa única, mas apenas fator contribuinte.

#### Outubro
Em meados de outubro, o governo anunciou que Mbeki reduziria seu envolvimento no debate sobre HIV/AIDS, com o próprio Mbeki reconhecendo ter causado "confusão" ao desafiar a visão predominante. Ainda assim, sua aprovação havia caído de 70% para 50% no ano anterior. Políticos americanos e oficiais comerciais sul-africanos expressaram preocupação de que seus comentários afastavam investidores. Em entrevista de 2007, Mbeki contou a seu biógrafo Mark Gevisser que recuou apenas sob pressão do gabinete e lamentou a decisão.

### 2001

#### Agosto
Em agosto de 2001, Mbeki alegou incorretamente, com base em estatísticas desatualizadas, que HIV/AIDS era apenas a 12ª maior causa de morte na África do Sul, quando na verdade era a principal. Ele pediu que o orçamento de saúde fosse reavaliado em consequência.

#### Outubro
No mês seguinte, em dois discursos, Mbeki demonstrou estar "profundamente mal informado sobre [HIV]" segundo o New York Times, exagerando os perigos dos antirretrovirais, minimizando os riscos da AIDS e sugerindo que seus críticos eram racistas. O The Economist respondeu ao discurso no Parlamento, no qual ele afirmou que os ARVs "estão se tornando tão perigosos quanto a doença que supostamente tratam", dizendo que essa alegação estava errada, pois os ARVs prolongam a vida e reduzem a infectividade. Também criticou o desdém governamental pelos críticos como "capachos das indústrias farmacêuticas", afirmando que a verdadeira questão era a intransigência do governo, não o custo dos medicamentos.

### 2003
Em 26 de setembro de 2003, o porta-voz de Mbeki confirmou que ele realmente dissera não conhecer ninguém com AIDS, provocando críticas de ativistas do AIDS e políticos de oposição. Xolani Kunene da Campanha de Tratamento pelo HIV declarou que Mbeki "não vive na África do Sul real".

### 2004
Mbeki foi questionado pelo Parlamento se acreditava que estupro tinha papel na propagação da AIDS, ao que respondeu que "A doença do racismo" fazia com que negros fossem retratados como "preguiçosos, mentirosos, fedorentos, doentes, corruptos, violentos, amoral, sexualmente depravados, animalescos, selvagens e estupradores." Em artigo de opinião escrito quatro anos depois, Roger Cohen citou essa declaração como evidência de que Mbeki via o HIV/AIDS como "uma fabricação imposta aos africanos por brancos determinados a desviar o continente dos verdadeiros problemas de racismo e pobreza, aceita por negros acometidos pela mentalidade de escravo gerada pelo apartheid."

#### Abril
Os ARVs que haviam sido aprovados pelo governo sul-africano cinco meses antes começaram a chegar aos hospitais em abril de 2004. Alguns ativistas consideraram o timing suspeito, pois ocorreu duas semanas antes das eleições nacionais daquele ano.

### 2005
Matthias Rath viajou À África do Sul para vender vitaminas que alegava curar a AIDS. Ele organizou ensaios clínicos sobre a eficácia dessas vitaminas, o que levou a Campanha de Tratamento pelo HIV a processá-lo naquele ano. Mesmo assim, Tshabalala-Msimang defendeu Rath, comparecendo a um fórum em abril para defender "o direito à livre expressão" e alegar que suas drogas tinham "validade igual" aos ARVs. Só após longa batalha judicial com o MCC esses ensaios foram declarados ilegais. Ativistas associaram a distribuição das vitaminas a mortes de pacientes com HIV/AIDS.

### 2006

#### Outubro
Em 26 de outubro de 2006, o governo sul-africano anunciou que reverteria suas políticas anteriores de tratamento de HIV/AIDS, passando a distribuir ARVs pelo sistema público de saúde. O anúncio foi feito em conferência de ativistas, com quem o governo vinha mantendo longo litígio para forçar a distribuição dos medicamentos.

#### Dezembro
No final de 2006, Tshabalala-Msimang adoeceu, e a vice-ministra Nozizwe Madlala-Routledge assumiu a liderança das políticas de saúde a convite da vice-presidente Phumzile Mlambo-Ngcuka. Entre sua atuação até ser demitida em agosto seguinte, ela tentou reverter as políticas negacionistas, descrevendo o atraso na oferta de ARVs como uma "grave violação de direitos humanos". Ela também foi uma das principais autoras do plano anti-AIDS adotado em dezembro daquele ano.

### 2007
Em 9 de agosto de 2007, apesar dos apelos para demitir Tshabalala-Msimang, Mbeki demitiu Madlala-Routledge, então vice-ministra e crítica persistente de suas políticas. A justificativa oficial foi que ela havia participado de uma conferência sem permissão, mas críticos viram nesse ato uma forma de Mbeki livrar-se de quem o contrariava. O The Economist expressou preocupação de que a ausência de Madlala-Routledge reverteria as políticas superiores que ela ajudou a implementar.
Em 31 de agosto de 2007, após críticas a Tshabalala-Msimang por negar que HIV causa AIDS e promover tratamentos alternativos, Mbeki defendeu a ministra no ANC Today, afirmando que ela seria lembrada como "...uma das arquitetas pioneiras de um sistema público de saúde construído para garantir saúde a todos, especialmente aos pobres", chamando seus críticos de "animais selvagens".

### 2008
Em 7 de fevereiro de 2008, pesquisa de Nicoli Nattrass estimou que a falha do governo de Mbeki em fornecer ARVs até 2006 foi responsável por cerca de 343.000 mortes. Mais tarde naquele ano, estudo de Pride Chigwedere et al., publicado em dezembro de 2008 no Journal of Acquired Immune Deficiency Syndromes, estimou que as políticas negacionistas foram responsáveis por "mais de 330.000" mortes.
Em 25 de setembro de 2008, Kgalema Motlanthe sucedeu Mbeki como presidente da África do Sul. No primeiro dia de seu mandato, ele exonerou Tshabalala-Msimang e nomeou Barbara Hogan como ministra da Saúde. Hogan prometeu aumentar o fornecimento de ARVs às gestantes e melhorar os programas de prevenção do HIV no país.

### 2009

#### Julho
Em 19 de julho de 2009, um artigo coautorrizado por Duesberg e outros negacionistas foi publicado, como epub ahead of print, na revista não revisada Medical Hypotheses (embora originalmente submetido ao Journal of Acquired Immune Deficiency Syndromes). O texto, que respondia ao estudo de Chigwedere de 2008, argumentava que as estatísticas oficiais superestimavam drasticamente as mortes por AIDS e que ainda não havia prova de que o HIV cause AIDS. O jornal retratou o artigo em setembro, após diversas manifestações de preocupação com difamação e risco à saúde pública. Isso levou a Elsevier a ameaçar demitir Bruce Charlton, editor da revista, caso implementasse revisão por pares. Charlton recusou e foi demitido em maio de 2010.

#### Outubro
Em 29 de outubro de 2009, o presidente Jacob Zuma, eleito em maio daquele ano, fez um discurso que muitos consideraram o fim do negacionismo na África do Sul, reconhecendo o HIV/AIDS como um dos problemas mais graves do país e afirmando que "...todos os sul-africanos precisam conhecer seu status e estar informados sobre as opções de tratamento disponíveis."

## Críticas
Durante a presidência de Mbeki, muitos pesquisadores criticaram duramente suas políticas de AIDS, prevendo inúmeras mortes. Harvard's Robert Rotberg afirmou em 2000 que suas políticas eram "muito tolas e atípicas" para ele. Em 2002, Nelson Mandela declarou: "Isso [AIDS] é uma guerra. Matou mais pessoas do que todas as guerras e desastres naturais anteriores. Não podemos continuar debatendo enquanto as pessoas morrem." O arcebispo de Cabo (Njongonkulu Ndungane) também criticou as políticas, dizendo que o governo estava "pecando" ao manter o silêncio. Desmond Tutu comparou as políticas ao gesto de "tocar harpa enquanto Roma queima". Ndungane e Max Essex argumentaram que essas políticas chegavam a ser um crime contra a humanidade em escala comparável ao apartheid. Após a pesquisa de Chigwedere estimar mortes evitáveis, o filósofo Peter Singer escreveu que Mbeki foi responsável por 5.000 vezes mais mortes de negros sul-africanos do que a polícia branca na chacina de Sharpeville. Outros críticos, como Karl Kruszelnicki, observaram que a África do Sul dispunha de recursos e pessoal para enfrentar o HIV/AIDS, tornando a situação ainda mais lamentável.

## Popularidade pública do negacionismo na África do Sul
Em 2006, 40% dos sul-africanos acreditavam haver cura para a AIDS. Pesquisa apresentada por Nicoli Nattrass em um simpósio de Harvard em 19 de outubro de 2009 concluiu que crenças negacionistas são mantidas desproporcionalmente por homens negros africanos e por apoiadores da ministra Tshabalala-Msimang.